# Joe Hloucha
Joe Hloucha, vlastním jménem Josef Hloucha (4. září 1881, Podkováň – 13. června 1957, Praha), byl český japanolog, spisovatel, cestovatel a sběratel umění.

## Život a dílo

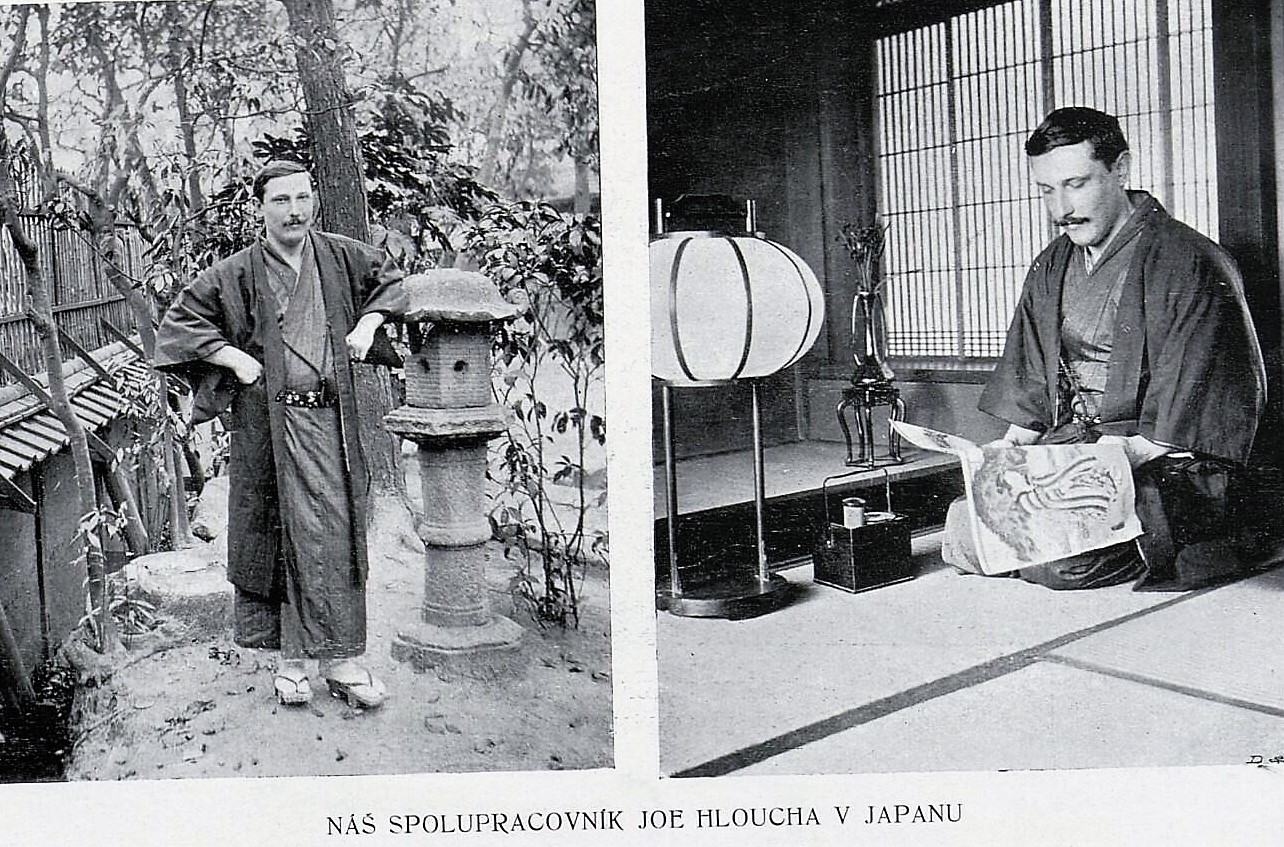
Joe Hloucha v Japonsku (Český svět 1906)

Narodil se v roce 1881 v Podkováni u Mladé Boleslavi, jako třetí z devíti dětí, v rodině pivovarského sládka Josefa Hlouchy a jeho ženy Anny Hlouchové, rozené Matouškové. Čtyři sourozenci zemřeli v dětském věku; žijící sourozenci byli starší sestra Anna, starší bratr Karel Hloucha a dva mladší sourozenci, bratr Jiří a sestra Jiřina. Základní školu navštěvoval v Libochovicích, kde rodina bydlela od roku 1885. Další vzdělání získal na gymnáziu v Mladé Boleslavi a v Praze, kam se rodina v roce 1895 přestěhovala. Následným dvouletým studiem na obchodní akademii a absolvováním ročního kurzu účetnictví na pražské univerzitě se připravoval na úřednickou dráhu.
Od mládí byl velmi ovlivněn svým strýcem, spisovatelem a cestovatelem, Josefem Kořenským. Zvláště jeho dílo Cesta kolem světa podnítilo Hlouchův zájem o cestování. Jeho vzorem se stali známí cestovatelé té doby Emil Holub a Enrique Stanko Vráz, se kterým se i osobně poznal.
Když otec získal do pronájmu malostranský pivovar „U sv. Tomáše“, přál si, aby některý ze synů převzal jednou jeho živnost, ale Joe Hloucha začal pracovat v Náprstkově muzeu, kde třídil japonské a africké sbírky. Prohluboval tím svůj zájem zejména o východní kultury a samostudiem japonštiny získával stále větší znalosti o Japonsku. Ještě před svou první cestou do této země, v roce 1905, napsal svůj první román Sakura ve vichřici, který byl považován za jeho osobní příběh, i když se v tomto případě jednalo o fikci. V roce 1906 navštívil poprvé Japonsko a to rozhodlo o jeho dalším směřování. Úřednické povolání vykonával jen příležitostně, protože mnoho času potřeboval ke třem svým zásadním životním činnostem: psaní, cestování a sběratelství. Při pobytech v Japonsku mu byli velkou oporou Češi, kteří tam žili a pracovali, architekt Jan Letzel nebo ing. Karel Jan Hora s manželkou Fuku Takemoto, která mluvila dobře česky.
Napsal několik populárních článků o japonském umění do časopisu Český svět. V literární tvorbě pokračoval beletristickými díly z japonského prostředí s autobiografickými prvky (Vzpomínky na Japonsko, Moje „Paní Chrysanthema“,
Japonečky, Dopisy neznámého). Zaměřil se v nich na postavení ženy v japonské společnosti. Literárně zpracoval také japonské mýty, legendy a pohádky.
Aby získal finanční prostředky, potřebné k cestování, nechal si vyplatit otcovský podíl z rodinného majetku. Kromě Japonska a zemí Dálného východu, procestoval většinu zemí Evropy i severní Afriky a při svých cestách se věnoval rozsáhlé sběratelské činnosti. Jeho sbírky obsahovaly umělecké a etnografické předměty hlavně z Japonska, ale i artefakty z Afriky, Oceánie, Thajska, Barmy, Vietnamu, Tibetu a Persie.
Své původní sbírky představil ve vlasti na několika souborných výstavách. Věnoval se též osvětové a přednáškové činnosti a jako poradce pro mimoevropské umění spolupracoval s galeriemi, muzei a aukčními síněmi ve Vídni, Paříži,
Hamburku, Berlíně aj. Jeho znalosti východní kultury se uplatnily též v architektuře, při spolupráci s arch. Janem Kotěrou a ing. V.M. Havlem, nebo ve výtvarné oblasti, při spolupráci s ilustrátorem Otakarem Štáflem. Spolu s bratrem Karlem zrealizovali japonskou čajovnu „Jokohama“ na Jubilejní výstavě obchodní a živnostenské komory v roce 1908. Po skončení výstavy byla čajovna, kde obsluhovaly české dívky v pravých japonských kimonech, na žádost ing. V.M. Havla, přenesena do Paláce Lucerna a stala se počátkem 20. století vyhledávaným místem Pražanů.

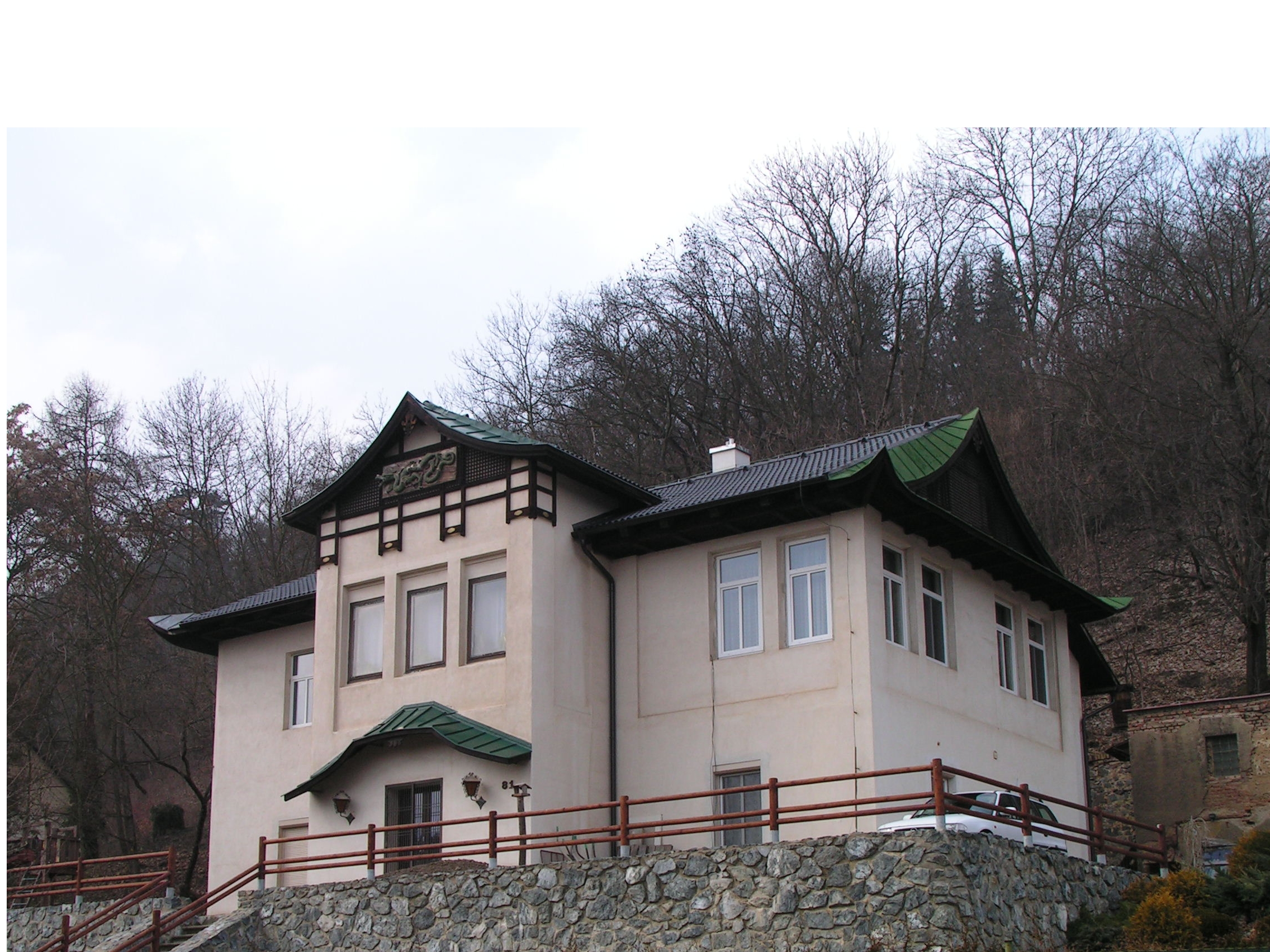
Vila „Sakura“ Joe Hlouchy v Roztokách u Prahy (1924)

V roce 1924 zakoupil Joe Hloucha, pro potřeby umístění svých sbírek, v Roztokách u Prahy vilu, kterou nechal upravit v japonském stylu a nazval ji „Sakura“. V témže roce si jako vážný zájemce byl pro stejné účely prohlédnout také zámek v Borovanech. Po návratu z cesty kolem světa, při níž navštívil v roce 1926 podruhé Japonsko, se dostal do finančních problémů, vilu prodal a odstěhoval se zpět do Prahy. V prosinci roku 1930 rozprodal v Berlíně, v aukční síni „Internationale Kunst-und Auktions-Haus“, část svých sbírek v dražbě.
V letech 1937-1939 byla jeho manželkou herečka Běla Tringlerová. Podle literatury uzavřel krátkodobé účelové manželství již v Japonsku v roce 1906, s Japonkou Tamou.
V roce 1943 odkoupilo další část sbírek Náprstkovo muzeum a Zemské muzeum v Praze. Po roce 1948 se Joe Hloucha neúspěšně pokoušel odprodat zbývající část sbírek státu. V roce 1955 ji pak státu daroval a ten mu za to zajistil doživotní penzi. Po jeho smrti byla část japonské knižní pozůstalosti odevzdána do Orientálního ústavu, odkud byla v roce 1976 převedena do Orientální sbírky Národní galerie v Praze. Zbytek odborné literatury byl rozprodán do antikvariátů. Žil v Praze - Nové Město, Vladislavova 16/1747.
Joe Hloucha zemřel v Praze 13. června 1957 a je pohřben na vinohradském hřbitově (odd. IV I-14).

### Spisy
- Sakura ve vichřici, Josef R. Vilímek, Praha, 1905
- Zátopa, J.R. Vilímek, Praha, 1906
- Vzpomínky na Japonsko, V. Šimáček, Praha, 1908
- Polibky smrti, J.R. Vilímek, Praha, 1913
- Moje „Paní Chrysanthema“, J.R. Vilímek, Praha, 1919
- Pavilón hrůzy, J. Kotík, Praha, 1920
- Dopisy neznámého, A. Neubert, Praha, 1923
- Pohádky japonských dětí, A. Neubert, Praha, 1926
- Zahrada lásky, A. Neubert, Praha, 1926
- Mezi bohy a démony, A. Neubert, Praha, 1929
- Prodavačky úsměvů, A. Neubert, Praha, 1929
- Japonečky, A. Neubert, Praha, 1931
- Soubor spisů Joe Hlouchy (5 sv.), A. Neubert, Praha, 1929–1936, (nedokončeno)
- Tama-San: Moje „Paní Chrysanthema“, J.R. Vilímek, Praha, 1936
- Pohádky slunného východu, K. Červenka, Praha, 1944
- Hokusai, Orbis, Praha, 1949
- Umění čtyř světadílů, I. a II. díl, Orbis, Praha,1956, 1957

Připravované souborné dílo Nippon zůstalo nedokončeno v pozůstalosti.

## Výstavy
- Svatováclavská výstava (dílčí expozice), Pražský hrad, 1929
- Výstava mimoevropského umění a uměleckého průmyslu, Veletržní palác, Praha, 1929[7]
- Černošská a tichomořská plastika (185 soch), SVU Mánes, Praha, 1935[8]
- Japonsko Joe Hlouchy (cca 200 fotografií), Středočeské muzeum v Roztokách u Prahy, 2006
- Japonsko, má láska, Palác šlechtičen, Brno, 2009

## Závěr
Kromě pořízení uměleckých a etnografických sbírek, které jsou součástí expozice Náprstkova muzea a Orientální sbírky Národní galerie v Praze, spočívá význam Joe Hlouchy i v uvedení japonských výtvarných principů do české ilustrace a knižní tvorby.